# Шаришские говоры словацкого языка

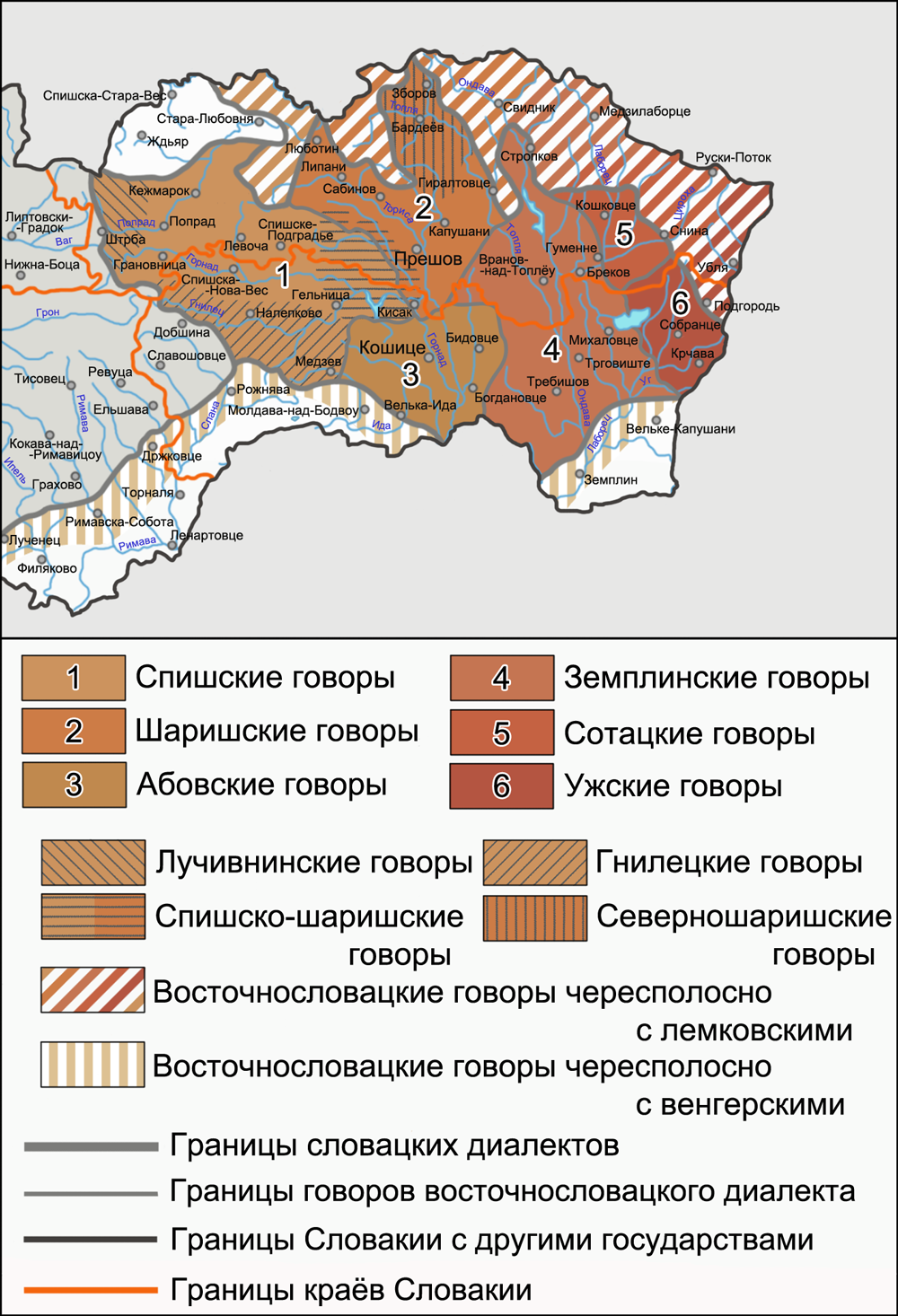
Шаришские говоры на карте восточнословацкого диалекта

Ша́ришские го́воры (шаришский диалект) (словац. šarišské nárečia, šariština) — говоры восточнословацкого диалекта, распространённые в северной и центральной частях восточнословацкого языкового ареала (на территории исторической области Шариш). Входят вместе с абовскими и спишскими в число западных восточнословацких говоров согласно классификациям таких диалектологов, как Ф. Буффа (F. Buffa), К. Палкович (K. Palkovič), Р. Крайчович (R. Krajčovič) и других; в классификации Й. Штольца (J. Štolc), а также в классификации, опубликованной в «Атласе словацкого языка» (Atlas slovenského jazyka), шаришские (без говоров юго-западного Шариша) вместе с земплинскими относятся к центральным восточнословацким говорам.
Ряд диалектных черт шаришских говоров в числе других восточнословацких черт характерен для югославо-русинского языка, распространённого в Сербии (Воеводина) и отчасти в Хорватии (Славония).
На базе шаришских говоров в середине XIX века был создан так называемый светский, или «мирской», вариант восточнословацкого литературного языка — «шаришский» язык (šariština). Этот вариант языка был в употреблении на территории восточной Словакии до второй мировой войны, кроме того на нём издавалась пресса словацкими эмигрантскими общинами в США с 1880-х годов (Amerikanszko-szlovenszke novini, Szlovjak v Amerike и некоторые другие газеты), в 1919 году недолгое время «шаришский язык» был официальным в Словацкой Советской Республике.

## Классификация
Традиционно шаришские говоры отождествлялись с говорами Шаришского комитата (Шаришской жупы) — административно-территориальной единицы Венгерского королевства — и противопоставлялись говорам остальных трёх комитатов восточной Словакии — Спишского, Земплинского и Абовского. В современной словацкой диалектологии место шаришской группы говоров в восточнословацком ареале определяется по-разному. Согласно классификациям Ф. Буффы (F. Buffa), 1962; И. Котулича (I. Kotulič), 1962; Р. Крайчовича (R. Krajčovič), 1988, шаришские говоры вместе со спишскими и абовскими относятся к западным говорам и противопоставляются восточным — земплинским, а также сотацким и ужским. Подобное членение представлено на диалектологической карте Ивора Рипки (Ivor Ripka), 2001, из «Атласа населения Словакии» (Atlas obyvatel’stva Slovenska). К западным говорам относил шаришские также К. Палкович (K. Palkovič), 1981, отмечая наряду со спишскими и абовскими в числе западных также спишско-шаришские говоры (spišsko-šarišské nárečia). М. Семянова (M. Semjanová), 1976, в рамках западных говоров выделяла юго-западные (спишские и абовские) и северо-восточные (северные шаришские (severošarišské nárečia) и центральные шаришские (stredošarišské nárečia)). В классификации, представленной в «Атласе словацкого языка» (Atlas slovenského jazyka), 1968, шаришские (северные и центральные без юго-западных) вместе с земплинскими отнесены к центральным восточнословацким говорам и противопоставлены юго-западным — спишским, абовским и юго-западным шаришским (uhozápadošarišské nárečia), а также восточным — сотацким и ужским. Также к центральным говорам относил шаришские Й. Штольц (J. Štolc), 1994.
В одних классификациях шаришские рассматриваются как единая группа говоров, в других их разделяют на северные и центральные говоры («Атлас словацкого языка», М. Семянова, Р. Крайчович) и вычленяют спишско-шаришские (К. Палкович) или юго-западные говоры, которые сближаются со спишскими и абовскими говорами, на границе с которыми они размещены («Атлас словацкого языка»).

## Область распространения
Шаришские говоры распространены в горных районах восточной Словакии в верхнем течении рек Ториса и Топля, главным образом на территории исторической области Шариш — в районах Прешов, Сабинов, Бардеёв, отчасти в районе Свидник (в окрестностях города Гиралтовце) в центральной части Прешовского края.
С запада к ареалу шаришских говоров примыкает ареал спишских говоров (включая область переходных шаришско-спишских говоров на юго-западе), на севере и востоке шаришские говоры граничат с русинскими говорами лемковского диалекта, на юго-востоке — с земплинскими говорами, на юге — с абовскими говорами.

## Особенности говоров
Шаришские говоры разделяют все диалектные особенности, характерные для восточнословацкого диалекта в целом, в числе которых отмечаются:
1. Сочетания roT-, loT- на месте праславянских сочетаний *orT-, *olT- не под акутовым ударением: lokec «локоть», rokita «ракита», loňi «в прошлом году» и т. п.
2. Наличие на месте праславянского носового ę после губных согласных /e/ (в кратком слоге): meso «мясо», hovedo «скотина», dzevec «девять» и т. п. и /ɪ̯a/ (в долгом слоге): pamɪ̯atka «память», «памятник», dzevɪ̯ati «девятый» и т. п.
3. Отсутствие долгих гласных: mam «(я) имею», davam «(я) даю», luka «луг», dobri «добрый», «хороший» и т. п.
4. Сочетания плавных с гласным на месте слоговых [r̥] и [l̥]: /ar/ (tvardi «твёрдый»); /er/ (śerco «сердце»); /ir/ (virba наряду с vɪ̯erba/verba «верба»); /ri/; /al/ (halboki «глубокий»); /el/ (vil’k/vel’k «волк»); /ol/, /ul/ (polno/pulno «полно»), /lu/ (slunko «солнце»), /li/ (hl’iboko «глубоко»).
5. Изменение мягких /t’/ и /d’/ в [c], [dz]: dzeci «дети», dzedzina «деревня», cixo «тихо», volac «звать» и т. п.
6. Парокситоническое ударение (всегда падающее на предпоследний слог).
7. Окончание существительных -och, общее для форм родительного и местного падежа множественного числа всех трёх родов: bratox «братьев», «о братьях», ženox «женщин», «о женщинах», mestox «городов», «о городах», и окончание -om, общее для форм дательного падежа множественного числа всех трёх родов: bratom «братьям», ženom «женщинам», mestom «городам»;
8. Окончание -ima в творительном падеже множественного числа прилагательных и местоимений: s tima dobrima «с этими добрыми», z mojima «с моими», ś n’ima «с ними» и т. п.
9. Наличие таких форм прошедшего времени глагола byt’ «быть» как bul «он был», bula «она была», bulo «оно было», bul’i «они были» и другие диалектные черты.

Также в языковую систему шаришских говоров включаются ряд собственных местных диалектных черт, основные из них:
1. Гласная /e/ в словах типа pisek, statečni и т. п. Наличие данной гласной известно также спишским говорам. В земплинских и западных абовских говорах ей соответствуют гласная /o/: pisok (pjesok — в западных абовских говорах), statočni и т. п.
2. Оглушение согласной /v/ в конце слога перед согласной и в конце слова, как и в спишских говорах: staf, ofca и т. п. Для земплинских и восточных абовских говоров характерно произношение билабиального [u̯]: stau̯, ou̯ca и т. п.
3. Наличие звука [s] в группе /str/, как и в спишских говорах: streda, striblo и т. п. В земплинских говорах в данной группе отмечается произношение [ś].
4. Сочетание /sc/, перед которым отсутствует /j/, как и в спишских говорах: bol’esc, ňesc и т. п. В земплинских говорах отмечается /j/ перед /sc/: bol’ejsc, ňejsc и т. п.
5. В большинстве шаришских говорах произносится /u/ (на месте древней долгой ó) в словах типа vul, stuj, ňebuj śe и т. п. Подобное произношение встречается в земплинских говорах, в абовских и большинстве спишских говоров в словах этого типа произносится /o/: vol, stoj и т. п.
6. Распространение в большинстве шаришских говоров форм с гласной /i/ типа hňiv,  ch’lib, śvička, l’iska, hvizda, hňizdo, śmich, dzifka, viter, bili и т. п. Произношение гласной /i/ встречается в земплинских говорах: hňiu̯,  ch’liu̯,  hňizdo , hvizda, dziu̯ka, bili и т. п. В большей части спишских говоров и в абовских говорах отмечается произношение /e/: hňev,  ch’leb, śvečka, l’eska, hňezdo, śmich и т. п. или /je/ в таких словах, как mješac, bjeli, dzjefka, śmjech и т. п.
7. Произношение следующих отдельных слов, схожее с произношением в спишских говорах: krasta, kolera, ku, ked, medzi, ten moro, on. Противопоставлено произношению в земплинских говорах: chrasta, kol’era, gu, kedz, medźi, tot, morjo, vun, в абовских говорах отмечается форма gu.
8. Наличие окончания -ovi у одушевлённых существительных мужского рода единственного числа в дательном и местном падежах: sinovi, chlapcovi, majstrovi и т. п. Такое же окончание у существительных употребляется в спишских говорах, в восточных абовских и земплинских говорах распространены формы существительных с окончанием -oj: sinoj, chlapcoj,majstroj и т. п.
9. Формы существительных женского рода единственного числа в дательном и местном падежах типа na luce, na ruce, na noźe, pri macoše и т. п. Противопоставлены формам типа na luke, na ruke, na nohe, pri macoche и т. п. в спишских говорах и формам na lukoj, na rukoj, na nohoj или na noźe, pri macochoj и т. п. в земплинских говорах.
10. Форма причастия прошедшего времени типа pik, ňis, как и в большинстве земплинских говорах, противопоставленная форме pekol, ňesol, распространённой в спишских говорах, в абовских говорах встречается форма типа robel, robela.

Кроме вышеперечисленных диалектных черт, характерных для всех или для большинства шаришских говоров, в той или иной области шаришского диалектного ареала, главным образом периферийной, встречаются местные языковые черты. Прежде всего это черты окраинных ареалов соседних групп говоров, заходящих на территорию области распространения шаришских говоров.

Так, например, для южных говоров шаришского ареала (к югу от Прешова) характерны такие черты, как произношение гласной /o/ в словах типа sol’, stol, vol, nož, koň, stoj и т. п. и произношение /e/ в словах типа hňev, ch’lev, śňeh и т. п, распространённые в соседних с шаришскими спишских говорах, а также распространение форм типа cerpic, rozumic, l’ežic и т. п., наличие форм типа zhinol, minol и т. п. — на остальной территории Шариша в основном распространены формы cerpec и zhinul.
В меньшей области к юго-западу от Прешова распространены формы типа śpjevac, bjeli, śvječka, pjesok, zdravje, robjel, śmjech и т. п.
Для северных говоров шаришского ареала (к северу от Бардеёва) характерны такие черты, как наличие гласной /e/ в вокализованных предлогах и окончаниях существительных мужского рода единственного числа в форме творительного падежа: ze (źemi), ze (mnu), ve (vodze), pode (mnu), z bratem (в остальных шаришских говорах — zo, vo, podo, z bratom); наличие форм глаголов 1-го лица единственного числа настоящего времени: muśu, pujdu и т. п. наряду с volam (в остальных шаришских говорах формы с окончанием -m — musím и т. п.); форм глаголов 3-го лица множественного числа настоящего времени на -a: pujda, kupuja и т. п. (в остальных шаришских говорах формы с окончанием -u, -ju); наличие форм типа slamjani и т. п..